# Der Engelsfluch
Engelsfluch ist ein Roman von Jörg Kastner und ist 2003 bei Droemer Knaur erschienen. Das Buch zählt 490 Seiten und umfasst den Roman sowie Nachbemerkungen des Autors. Einige Figuren aus Der Engelspapst treten auch in Der Engelsfluch auf, wie zum Beispiel Alexander Rosin, Elena Vida, Stelvio Donati oder aber auch Papst Custos.
Die Geschichte spielt hauptsächlich in Rom und in der Region um Péscia/Toskana. Auch Schauplätze wie die in den Albaner Bergen bei Rom liegenden Dörfer Marino und Ariccia oder die in der süditalienischen Region Kampanien liegenden Großstädte Neapel und Salerno treten auf. 
Borgo San Pietro und der Monte Cervialto sind auf der Landkarte nicht zu finden.

## Inhalt
Nach der Spaltung der katholischen Kirche residiert in Neapel der Gegenpapst Lucius IV., ein Nachkomme des Erzengels Uriel, der aus der nördlichen Toskana stammen soll, wo er einst als wundertätiger Priester wirkte. Dort forscht die Vatikanjournalistin Elena Vida über seine Vergangenheit nach. 
Gleichzeitig wird ihr Freund, der Journalist Alexander Rosin vom Papst gebeten, der Polizei bei der Aufklärung einer Reihe von Mordfällen zu helfen. Die Opfer, alles Geistliche, standen mit der vatikanischen Glaubenskongregation und dem päpstlichen Geheimarchiv in Verbindung. Alexander und Elena geraten bei ihren Nachforschungen in Lebensgefahr, und eine alte Warnung vor dem Erbe der Etrusker bedroht die ganze Menschheit.

## Figuren (Auswahl)

### Alexander Rosin
Ehemaliger Schweizergardist, trat auch in Der Engelspapst auf. Mittlerweile unterstützt er seine Freundin Elena Vida bei deren Arbeit für den Messaggero di Roma, eine der größten Zeitungen Italiens. Diesmal wird er gemeinsam mit Stelvio Donati vom Heiligen Stuhl höchstpersönlich beauftragt, zwei Priestermorde aufzuklären. Seit Alexander vor einem halben Jahr bei einem Attentat Custos’ Leben rettete, besteht eine innige Verbindung zwischen ihm und dem Papst.

### Elena Vida
Vatikanistin, trat auch in Der Engelspapst auf. Sie wird bei ihrer Arbeit von ihrem Freund Alexander unterstützt. Lernt in der Toskana Enrico Schreiber kennen. Wird gemeinsam mit Enrico des Mordes an Benedetto Cavara, dem Bürgermeister von Borgo San Pietro, verdächtigt. Fällt nach einem Steinwurf eines zornigen Einwohners ins Koma; Angelos Kräfte heilten sie.

### Enrico Schreiber
Trifft Elena in der Toskana und verliebt sich in sie, muss aber begreifen, dass sie bereits mit Alexander glücklich ist. Gerät prompt mit Elena in Verdacht, Benedetto Cavara umgebracht zu haben. Er ist der Sohn von Tomàs Salvati, welcher von der Glaubenskirche zum Gegenpapst Lucius IV. gewählt wird. Bisher hat er den Rechtsanwalt Lothar Schreiber für seinen Vater gehalten, da der mit Enricos Mutter Maria Baldanello verheiratet gewesen war.

### Papst Custos
Rechtmäßiger Papst, trat auch in Der Engelspapst auf. Custos heißt mit bürgerlichem Namen Jean-Pierre Gardien. Vor der Wahl zum Pontifex war er Erzbischof von Marseille. Custos ist ein Nachfahre Jesu. Er überlebte ein Attentat am Monte Cervialto bei Salerno nur knapp.
Seine Reformen kommen immer wieder überraschend. Custos plant, den Zölibat abzuschaffen und die Priesterweihe für Frauen zuzulassen. Das führt schließlich zum neuerlichen Schisma. Die Heilige Kirche des Wahren Glaubens, kurz Glaubenskirche, spaltet sich von der katholischen Kirche ab.

### Papst Lucius
Lucius IV. heißt mit bürgerlichem Namen Tomàs Salvati. Er stammt aus dem toskanischen Bergdorf Borgo San Pietro. Als Bischof von Messina wendet er sich der neu gegründeten Glaubenskirche zu und wird zu deren Papst gewählt. Als Lucius als Priester in Borgo San Pietro angefangen hatte, zeugte er mit Maria Baldanello einen Sohn: Enrico Schreiber. 
Nach der Wiedervereinigung leitet Papst Lucius gemeinsam mit seinem Amtsbruder Papst Custos die katholische Kirche. 

### Stelvio Donati
Römischer Commissario. Tritt ebenfalls in Der Engelspapst auf. Vor etwas mehr als acht Jahren hatte er bei einem Autobombenanschlag der Mafia in Mailand seine Frau und die beiden Kinder verloren. Auch besitzt er seitdem eine Beinprothese. Da er die Auserwählten (die Nachfahren Jesu), zu denen auch Papst Custos zählt, unterstützt, holt ihn Custos bei der Aufklärung der beiden Priestermorde in Rom-Trastevere und Ariccia zu unterstützen. Nimmt nach der Lösung des Falles die Stelle des Leiters der EU-Fahndungs- und Koordinationsstelle für Kapitalverbrechen an.

## Ausgaben
- Jörg Kastner: Der Engelsfluch. Droemer, München 2003, ISBN 3-426-19673-5.
- Jörg Kastner: Engelsfluch (= Knaur Taschenbuch. 62785). Knaur, München 2005, ISBN 3-426-62785-X (Taschenbuchausgabe).
- Jörg Kastner: Engelsfluch (= Knaur Taschenbuch. 63588). Knaur, München 2007, ISBN 978-3-426-63588-9 (Taschenbuchausgabe).